# MSC Poesia (schip, 2008)
De MSC Poesia is een cruiseschip van MSC Crociere. De MSC Poesia is een zusterschip van de MSC Magnifica en behoort tot de Musica-klasse. Er zijn 13 dekken.
Voor minder beweging heeft de MSC Poesia stabilisatoren.